# Kantó-síkság
A Kantó-síkság (japánul 関東平野, Hepburn-átírással Kantō heiya, magyaros átírással Kantó heija) a legnagyobb síkság Japánban, Honsú sziget középső részén fekvő Kantó régióban. Teljes területe körülbelül 17 000 km², magába foglalja Tokió fővárost és Csiba, Gunma, Ibaraki, Kanagava, Szaitama és Tocsigi prefektúrákat.

## Földrajz
A Kantó-síkság egy négyszögletes területet ölel fel. Északi határai az Abukuma-, a Jamizo-, az Asio- és az Ecsigo-hegység, valamint a Naszu vulkanikus öv, nyugaton a Kantó-hegység, keleti határa a Csendes-óceán, délen pedig csenedes-óceáni Szagami- és Tokiói-öblök. Déli részén található a kisebb Miura-félsziget és tőle keletre a nagyobb Bószó-félsziget.
Folyói északon a Vatarasze, a Kinu, a Kokai, a Kudzsi és a Naka, középső részén a Tone, délen az Arakava,  a Tama, és a Szagami. Legnagyobb tava a Kaszumiga-tó.